# عباس‌علی شوکت
میررزا ملقب به میرزا، چندی در کوهرنگ چهارمحال و بختیاری دنباله رو نهضت مشروطه فعالیت داشت سپس همرا لشکریان مشروطه خواه بختیاری به اصفهان عزیمت کردند و در مشروطه اول علیه استبداد قاجاری همراه قشون بختیاریتهران را فتح کردند و نهضت مشروطه خواهان را برپا کردند وی در زمان فتح تهران دوشادوش مشروطه خواهان جنگید و در همین جنگ از ن مجروح شد و پس از دو روز تحمل درد و خود را از دست داد و سپس در تهران به خاک سپرده شد که متأسفانه از محل دقیق قبر ایشان اطلاعی در دست نیست.

## تشکیل انجمن باغ میکده

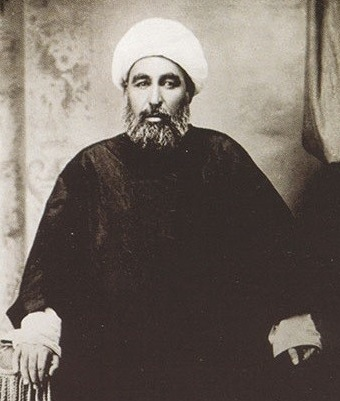
ملک‌المتکلمین از فعالین پیرو آیین بیانی، ازلی جنبش مشروطه

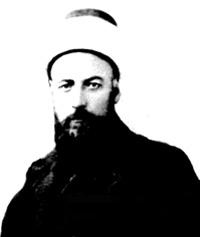
حسن رشدیه فعال بابی ضد قاجار و عضو انجمن باغ سلیمان خان میکده)

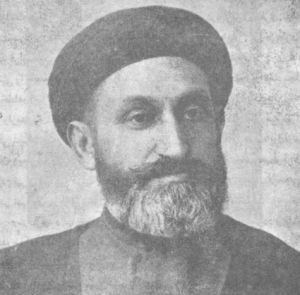
یحیی دولت‌آبادی از فعالین پیرو کتاب بیان، ازلی توضیح جنبش مشروطه

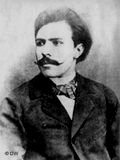
میرزا جهانگیرخان فعال مشروطه و پیرو کتاب بیان، ازلی بود
.

از دیگر اعضای این مجمع نصرالله خان ملک المتکلمین، سید جمال الدین واعظ، ابوالحسن شیخ‌الرئیس. حاجی سیاح، سید محمدرضا مساوات شیرازی، میرزایحیی دولت‌آبادی و غیره بودند. از اهداف این مجمع مخفی «کسب قانون و عدالت و برهم زدن دستگاه ظلم و بیدادگری» بود.
میرزا ابراهیم خان نشاط، که از مخالفان سرسخت شیخ فضل‌الله نوری بود به همراه سیدجمال اصفهانی و میرزاجهانگیرخان صوراسرافیل و سید محمدرضا مساوات شیرازی به ملاقات نصرالله خان ملک المتکلمین رفتند و در مورد از میان بردن شیخ فضل‌الله نوری اعلام آمادگی کردند ولی طرح آنان با مخالفت ملک المتکلمین مواجه شد، به این دلیل که هنوز زمان را مناسب برای اجرای این امر نمی‌دید و قتل حاج شیخ فضل‌الله نوری توسط تندرویان عاملی برای توقف حرکت خودشان می‌شود.
میرزا نصرالله ملک المتکلمین، سید جمال الدین واعظ و حاج میرزا یحیی دولت‌آبادی و دیگر تکاپوگران مشروطه با هم مسلکان شان در مخالفت با حکومت محمدعلی شاه قاجار، در باغ میرزا سلیمان خان میکده جمع می‌شدند تا با تمرکز بیشتری به فعالیت‌های انقلابی خود به پردازند. تکاپوهای ایشان، سرانجام، به نقش آفرینی اساسی در تکوین جنبش مشروطه و نیز دخالت در پیشرفت آن انجامید.
گروه مؤسس، در تاریخ ۱۲ ربیع‌الاول ۱۳۲۲ در اقدامی بی‌سابقه و جسورانه اقدام به دعوت عده‌ای مورد اطمینان نمودند. برای محل تجمع باغ سلیمان خان میکده را انتخاب نمودند.
چند نفر از جمله سید جمال الدین واعظ و ملک المتکلمین و شیخ محمدمهدی شریف کاشانی سخنرانی هائی نموده و سپس قطعنامه‌ای در ۱۸ ماده خوانده و تصویب گردید، مطالب مهم آن در ارتباط با نحوه مبارزه با دربار، جلب نظر روحانیان، روشن کردن افکار عمومی با سخنرانی‌ها در مجالس مختلف و نوشتن و ارسال شرایط و وضع ایران به مطبوعات خارج از کشور بود.
مطابق منابع مختلف تاریخی، حدود نیمی از اعضای این انجمن بابی بوده‌اند. سید جمال الدین واعظ می‌گوید:تفرات بابی ازلی بر آن انجمن حاکم بود و بیشتر حاضران، آن گونه می‌اندیشیدند.

### نفرات کلیدی
در میان اعضای این انجمن، بابیان برجسته‌ای چون شیخ محمدمهدی شریف کاشانی، ملک المتکلمین، سید جمال واعظ، سید محمدرضا مساوات، سید اسدالله خرقانی، شیخ مهدی بحرالعلوم کرمانی، ابوالحسن میرزا قاجار - آقا میرزا محسن (برادر صدرالعلماء) - سلیمان خان میکده - یحیی دولت‌آبادی - محمدعلی‌خان نصرةالسلطان - جهانگیرخان صوراسرافیل، میرزا عباس علی خان شوکت، حامدالملک شیرازی، میرزا محمود شیرازی، حاج میرزا علی محمد دولت‌آبادی و … حضور داشتند. برخی ار ایشان در میان منسوبان نسبی و سببی صبح ازل قرار داشتند و برخی نیز در گذشته، به قبرس رفته و با پیشوای شان دیدار کرده‌اند.
مهدی ملک‌زاده از شیخ محمدمهدی شریف کاشانی به عنوان ریاست این انجمن که به انجمن باغ میکده شناخته می‌شود نام می‌برد.
شیخ عبدالعلی موبد بیدگلی کاشانی، نیز از فعالین انجمن سری آزادی خواهان باغ میکده بود.

### فعالیت‌های انجمن
ملک‌زاده فهرستی از اعضای انجمن باغ میکده را که سلیمان خان میکده به او داده بود را در کتاب زندگانی ملک المتکلمین آورده، نگاشتن مقالات بی امضاء در خصوص فایده‌های مشروطیت، سیر دادن سید محمد طباطبایی و سید عبدالله بهبهانی به مخالفت با حکومت و… را به اعضای این انجمن نسبت داده‌است. و در کتاب تاریخ انقلاب مشروطیت ایران، این انجمن را به شکلی تفصیلی شرح داده و تعداد بیشتری از اعضای آن را یاد نموده و آن گروه را هستهٔ انقلاب مشروطیت نامیده و اعمال زیر را به ایشان نسبت داده‌است:
- فرستاده شدن سید اسدالله خرقانی به نجف، برای ورود ملا محمدکاظم خراسانی در مشروطیت[۱۷]
- ایجاد اتحاد و همقدمی میان سیدمحمد طباطبایی و سید عبدالله بهبهانی[۱۸]
- حرکت دادن تاجران تهران به سمت مخالفت با دولت و در نهایت تحصن در حرم عبدالعظیم (مهاجرت صغری)[۱۹]
- تماس با روحانیون مخالف[۲۰]
- دخالت در پیوستن پسر بزرگ شیخ فضل‌الله نوری به متحصنان شهر ری[۲۱]
- رساندن نامه‌های تهدیدآمیز به مظفرالدین شاه[۲۲]
- شرح حکومت قانون و نتایج حاصل از مجلس مؤسسان، برای متحصنان شهرری[۲۳]
- نقش اساسی در تأسیس عدالتخانه[۲۴][۲۵][۲۶]
- کمک مالی به مخالفان دولت[۲۷]

### عاقبت انجمن
این گروه در نهایت با تدابیر علی‌اصغرخان اتابک از هم پاشیده، ماهیت آن افشاء و اعضای آن شناخته شده و به حبس و تبعید گرفتار شدند.